# (4149) Harrison
(4149) Harrison es un asteroide perteneciente al cinturón de asteroides descubierto el 9 de marzo de 1984 por Brian A. Skiff desde la Estación Anderson Mesa, en Flagstaff, Estados Unidos.

## Designación y nombre
Harrison recibió inicialmente la designación de 1984 EZ.
Más tarde, en 1990, se nombró en honor del músico británico George Harrison (1943-2001), exmiembro de la banda de rock The Beatles.

## Características orbitales
Harrison está situado a una distancia media de 2,665 ua del Sol, pudiendo alejarse hasta 2,994 ua y acercarse hasta 2,336 ua. Su inclinación orbital es 12,92 grados y la excentricidad 0,1233. Emplea en completar una órbita alrededor del Sol 1589 días.

## Características físicas
La magnitud absoluta de Harrison es 12,3.